# Diego Sánchez Carvajal
Diego Ignacio Sánchez Carvajal (Santiago del Cile, 8 maggio 1987) è un calciatore cileno, Portiere dell'Unión Española.

## Caratteristiche tecniche
È un Portiere